# 滝浦静雄
滝浦 静雄（たきうら しずお、1927年1月19日 - 2011年6月14日）は、日本の哲学者。東北大学名誉教授。
フランス及びイギリスの哲学を研究、メルロ＝ポンティの翻訳を多く行った。

## 略歴
岩手県出身。1951年、東北大学文学部哲学科卒業。岩手大学助教授、1971年東北大学教授。1989年定年退官、名誉教授。岩手県立大学盛岡短期大学部学長。2005年秋、瑞宝中綬章受勲。
2011年6月14日、胃癌のため仙台市の病院で死去。84歳没。

## 著書
- 『想像の現象学』（紀伊国屋新書） 1972年
- 『時間 その哲学的考察』（岩波新書） 1976年
- 『言語と身体』（岩波現代選書） 1978年
- 『ウィトゲンシュタイン』（岩波書店、20世紀思想家文庫） 1983年
- 『哲学の再構築』（編、南窓社） 1987年
- 『メタファーの現象学』（世界書院） 1988年
- 『「自分」と「他人」をどうみるか 新しい哲学入門』（日本放送出版協会、NHKブックス） 1993年
- 『道徳の経験 カントからの離陸』（南窓社） 2004年

## 翻訳
- 『英雄と異端 反権力の思想史 第1』（バロウズ・ダンハム、木村毅, 明珍昭次訳、みすず書房） 1968年 - 1977年
- 『心像』（アラン・リチャードソン、鬼沢貞共訳、紀伊国屋書店） 1973年
- 『メルロー=ポンティの現象学的哲学』（レミ・C・クワント、竹本貞之, 箱石匡行共訳、国文社） 1976年
- 『ことばと意味 言語の現象学』（J・M・エディ、岩波現代選書） 1980年
- 『笑いと泣きの人間学』（ヘルムート・プレスナー、紀伊国屋書店） 1984年
- 『意志的なものと非意志的なもの』全3巻（ポール・リクール、紀伊国屋書店） 1993年 - 1995年

### モーリス・メルロー＝ポンティ
- 『行動の構造』（メルロ=ポンティ、木田元共訳、みすず書房） 1964年
- 『眼と精神』（メルロ=ポンティ、木田元共訳、みすず書房） 1966年
- 『弁証法の冒険』（メルロ=ポンティ、みすず書房） 1972年
- 『世界の散文』（メルロ=ポンティ、木田元共訳、みすず書房） 1979年5月
- 『心身の合一 マールブランシュとビランとベルグソンにおける』（M・メルロ=ポンティ、中村文郎, 砂原陽一共訳、朝日出版社） 1981年、のちちくま学芸文庫
- 『意味と無意味』（メルロ=ポンティ、みすず書房） 1983年
- 『見えるものと見えないもの』（メルロ=ポンティ、木田元共訳、みすず書房） 1989年9月
- 『人間の科学と現象学』（メルロ=ポンティ、木田元, 竹内芳郎共訳、みすず書房） 2001年
- 『哲学者とその影』（メルロ=ポンティ、木田元共訳、みすず書房、メルロ=ポンティ・コレクション 2)  2001年
- 『幼児の対人関係』（メルロ=ポンティ、木田元共訳、みすず書房、メルロ=ポンティ・コレクション 3)  2001年
- 『言語の現象学』（メルロ=ポンティ、木田元, 竹内芳郎共訳、みすず書房、メルロ=ポンティ・コレクション 5） 2002年